# 一期辦公室REIT投資法人
一期辦公室REIT投資法人（いちごオフィスリート投資法人）是由日本一期有限公司旗下信託管理的REIT，主要經營日本房地產產業。
「一期」（いちご）來自於一期一會。

## 歷史
2005年以基金創造住宅投資法人為名於東京證券交易所房地產信託基金板上市。每年財政年度則為4月30日止。在2011年11月1日，合併Japan辦公室投資法人（クリード・オフィス投資法人），更名為一期不動產投資法人（いちご不動産投資法人）。2015年9月改為現名。